# Johann Ernst Philippi

Johann Ernst Philippi

Johann Ernst Philippi (* um 1700 in Dresden; † April 1757 oder Oktober 1758 in Halle (Saale)) war ein deutscher Jurist und Hochschullehrer in Halle.

## Leben
Johann Ernst Philippi war ein Sohn des Predigers an der Sophienkirche in Dresden und späteren Merseburger Hofpredigers Ernst Christian Philippi (1668–1736). 
Der spätere Theologe Ernst Gottlob Philippi (* 24. April 1709 in Dresden) war sein Bruder.
Johann Ernst ging 1720 zum Studium der Rechtswissenschaft und Philosophie nach Leipzig und wurde 1723 Magister der Philosophie. 1726 wurde er Mitglied der Deutschen Gesellschaft in Leipzig, kam aber im selben Jahr in Festungshaft nach Meißen wegen einer Schrift gegen das Lotteriewesen. Ein Jahr darauf wurde Philippi in Halle zum Doktor der Rechte promoviert und ließ sich in Merseburg als Advokat nieder. Er wurde Mitglied der Vertrauten Rednergesellschaft in Leipzig.
1729 wurde er wegen eines Duells zu zweijähriger Haftstrafe verurteilt, flüchtete aber nach Halle. Hier wurde er 1731 zum Professor der deutschen Beredsamkeit ernannt. 
Philippi argumentierte in seinen Schriften gegen die Ansichten Gottscheds und Wolffs. Sein Hallenser Professorenkollege Wiedeburg animierte daraufhin den Satiriker Liscow dazu, Philippi 1732 mit der anonymen Schrift Briontes der Jüngere .. persönlich anzugreifen. Im Juni und im Oktober 1733 ließ Liscow zwei weitere Spottschriften gegen Philippi folgen.
Philippi versuchte sich gegen die anonymen Angriffe zu verteidigen, doch war er inzwischen zum Gespött der Studenten geworden und konnte keine normalen Vorlesungen mehr halten.
So wandte er sich 1734 nach Göttingen, bewarb sich dort aber erfolglos um eine Professur. 
Die Attacken Liscows müssen schon Zeitgenossen als hart empfunden haben. So schreibt Mosheim am 15. September 1734 an Gottsched:

„Vielleicht schmeichelt er [Johann Friedrich Schreiber] sich eben so vergeblich, wie HE.D. Philippi, der den wunderlichen Schluß machet: Ich bin in Hannover vorgeschlagen: daher werde ich nach Göttingen gerufen werden. Dieser ehrliche Mann hat mir geschrieben, daß er mit meinem Vorschlage zufrieden seyn und der Deutschen Gesellschafft nichts weiter anmuthen wolle. .. Wenn er ein wenig anders geartet wäre, liesse sich der Streit leicht beylegen. Ich habe hertzlich Mittleiden gewisser Ursachen halber mit ihm. Es ist wahr, er versieht sich und macht Schnitzer: allein er ist vor sich elend genug und man darf ihn daher nicht mehr kräncken. Ich wolte, daß ich ihn zugleich ändern und weiterbringen könnte.“

Ab Januar 1735 versuchte sich Philippi in der Herausgabe der Wochenschrift Der Freydenker, jedoch ohne Erfolg. Im Frühjahr 1735 wurde er aus Göttingen ausgewiesen und versuchte in Helmstedt, Halle und Jena vergeblich eine neue Anstellung zu finden. 1737 musste er in Leipzig die „auserlesene theol. Bibliothek“ seines verstorbenen Vaters verkaufen. Ab Ostern 1739 versuchte er sich in Erfurt mit Vorlesungen über römisches Recht und „praktische Übungen in gebundener und ungebundener Rede“, ging aber schon im Oktober nach Leipzig.
Anfang Februar 1740 wurde Philippi wegen geistiger Verwirrung „auf hohen Befehl“ nach Waldheim in das dortige „Armen- Zucht- Waisen- und Toll-Haus“ gebracht. 1742 entlassen, zog er mittellos nach Dresden, schrieb und veröffentlichte noch seine Reimschmiede-Kunst und arbeitete dann an dem unveröffentlicht gebliebenen Opus L’art de bons mots. 
Auf einen Heiratsantrag des aus Afrika stammenden Philosophen und Rechtswissenschaftlers Anton Wilhelm Amo an eine Frau („Madem Astrine“) folgte 1747 eine Spottkampagne, die in der Veröffentlichung rassistischer Spottgedichte Johann Ernst Philippis kulminierte.
1749 folgt noch die Academische Schaubühne, wohl nur zum Broterwerb geschrieben. Über die folgenden Jahre herrscht Unklarheit. 1757 wurde Philippi in Leipzig verhaftet und starb im Hallenser Zuchthaus.

## Werke
- Von denen Merkmalen u. grossem Werthe einer Heroischen Beredsamkeit. 1731
- Kurtzer Abriß Einer gründlich gefasten Thüringischen Historie. Halle 1732.
- Sechs deutsche Reden über allerhand auserlesene Fälle: nach den Regeln einer natürlichen, männlichen und heroischen Beredsamkeit. 1732
- Heldengedicht auf den König von Polen. 1732
- Mathematischer Versuch von der Unmöglichkeit einer ewigen Welt. Leipzig 1733
- Kurtze Grund=Sätze einer wahren Homiletischen Beredsamkeit. Merseburg 1734
- Cicero, Ein grosser Wind-Beutel, Rabulist und Charletan. Halle 1735 (Volltext in der Google-Buchsuche)
- Regeln und Maximen der edlen Reimschmiede-Kunst. Altenburg 1743 (Digitalisat und Volltext im Deutschen Textarchiv, Volltext in der Google-Buchsuche)
- Belustigende Academische Schaubühne: Auf welcher die, Auf Universitäten im Schwange gehende, Tugenden und Laster, In Sieben Auftritten, Poetisch abgeschildert werden. 1749 Digitalisat